# Jarpice
Jarpice (Duits: Jarpitz of Jarbitz) is een Tsjechische gemeente in de regio Midden-Bohemen en maakt deel uit van het district Kladno.
Jarpice telt 298 inwoners (2023).

## Geografie
De gemeente Jarpice bestaat uit de volgende plaatsen:
- Jarpice;
- Budenice.

## Geschiedenis
De eerste schriftelĳke vermelding van het dorp dateert van 1318.
Sinds 1960 is Jarpice een zelfstandige gemeente binnen het district Kladno.

## Verkeer en vervoer

### Autowegen
De weg II/239 loopt door de gemeente en verbindt Jarpice met Černčice, Peruc en Černuc.

### Spoorlĳnen
Er is geen spoorlijn of station in het dorp. Het dichtstbĳzĳnde station is Zlonice op 4 km afstand. Dat station ligt aan spoorlijn 110 Kralupy nad Vltavou - Slaný - Louny en spoorlijn 095 Vraňany - Libochovice.

### Buslĳnen
Er halteren twee buslijnen van ČSAD Slaný in het dorp:
- Lĳn 594 Slaný - Zlonice (7 keer per dag);
- Lĳn 595 Velvary - Peruc.

## Bezienswaardigheden
- Sint-Johannes van Nepomukkapel;
- Sint-Isidoruskapel;
- Historisch spiekergebouw (huisnummer 39);
- Kruisbeeld.

## Geboren
- Václav Staněk (1804-1871), arts, universitair docent en politicus[5][6]

## Galerĳ

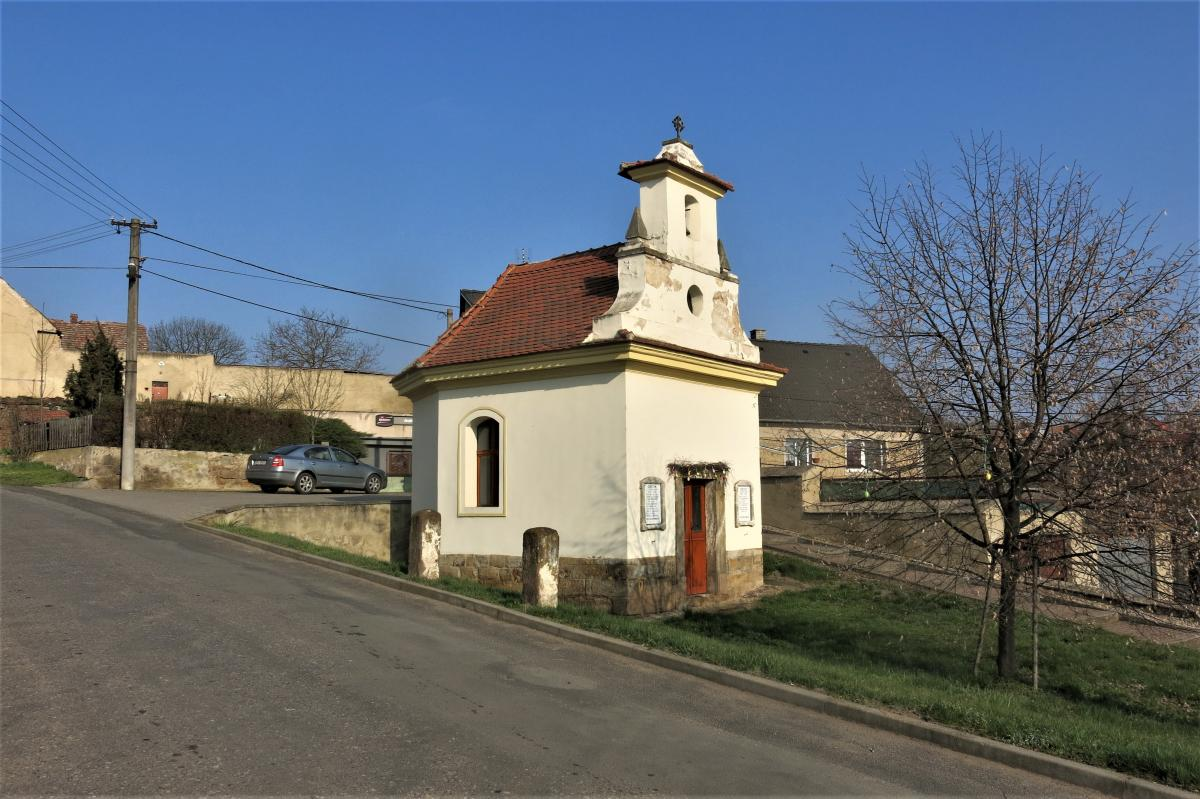
Sint-Isidoruskapel (zĳaanzicht)
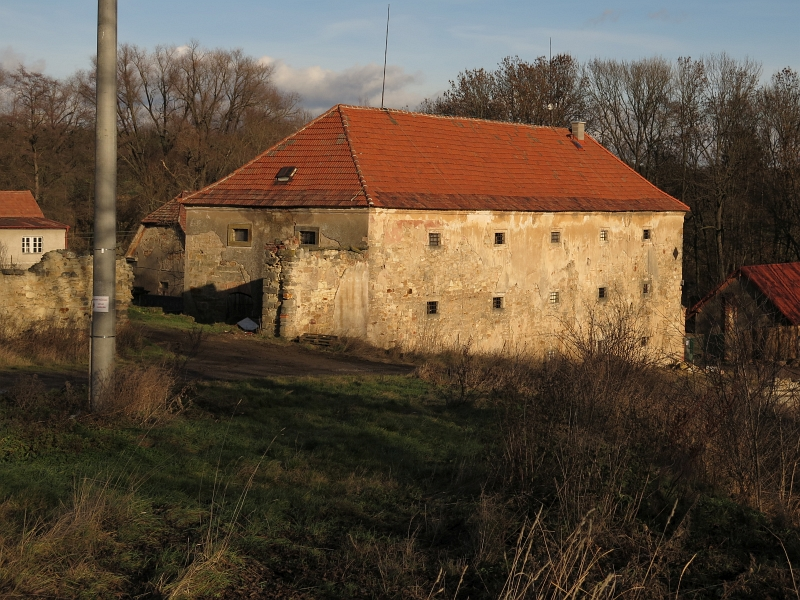
Historisch spiekergebouw (huisnummer 39)
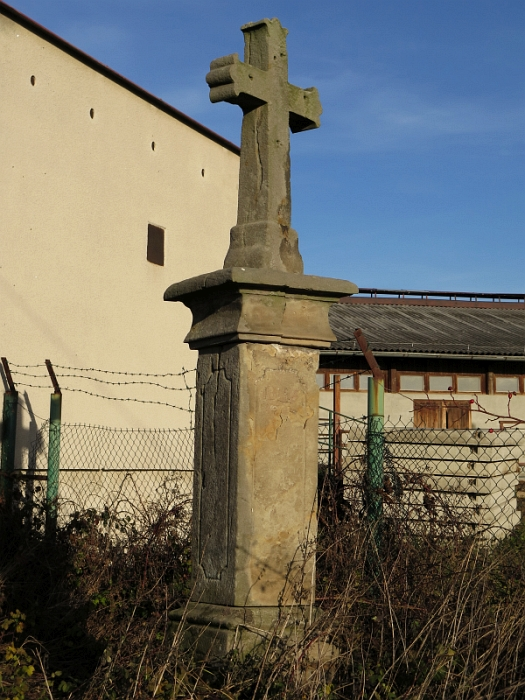
Kruisbeeld